# In Cahoots
Az In Cahoots a canterburyi szcénához tartozó együttes, melynek vezetője és meghatározó komponistája a gitáros Phil Miller.
Az együttest 1982-ben, Phip Meller Quartetként alapította Miller, Pip Pyle (dobok), Richard Sinclair (basszus) és Elton Dean (szaxofon). Később kvintetté bővültek a billentyűs hangszereken játszó, és a csapat egyik húzónevévé váló Peter Lemer 1983 eleji csatlakozásával. Miller korábban együtt dolgozott Pyle-lal a National Health-ben és azt megelőzően volt Sinclairrel a Hatfield and the North-ban, míg Pyle és Dean ugyancsak hosszú ideig játszottak együtt a Weightwatchersben (a zongorista Keith Tippett-tel) és a Soft Heapben. 1985 elején Hugh Hopper váltotta Sinclairt. A zenekar játszott Miller első szóló albumán is (Cutting Both Ways − 1987).
1987-ben Steve Franklin váltotta Lemert, majd 1988-ban Fred Baker Hoppert. Ez a felállás játszott Miller Split Seconds című szóló albumán, míg saját albumuk, az In Cahoots Live 86-89 1989-ben jelent meg (Phil Miller/In Cahoots név alatt, mint minden egyéb lemezük). 1990-ben Franklin távozott és a zenekarhoz Jim Dvorak csatlakozott, aki trombitás volt. Baker és Lemer közreműködött Miller Digging In című, 1991-es albumán, melyen a dobprogramok Pip Pyle-hoz kötődtek.
1991-ben Miller és Pyle újra egyesültek Hopperrel a Short Wave együttesben. Az In Cahoots egy japán turnéval folytatta, Lemerrel a soraiban, majd kiadva erről a Live in Japan (1993) című albumot. Következő stúdió anyaguk, a Recent Discoveries, 1993-ban jött ki. Lemer 1995-ben újra csatlakozott az együtteshez és így vették fel a Parallel (1996) és az Out of the Blue (2001) című albumokat. Az utóbbin két számban is szerepel a Caravan gitárosa Doug Boyle, aki abban az évben ugyancsak részt vett az együttes rövid európai turnéján.
2002-ben Mark Fletcher váltotta Pyle-t és a Miller, Fletcher, Dean, Dvorak, Baker és Lemer felállású együttes megjelentette az All That című albumot 2003-ban. 2004-ben Dean és Dvorak távozott és létrejött a rezes szekció, melyet Simon Picard (tenorszaxofon), Simon Finch (trombita) és alkalmanként Gail Brand (harsona) alkotott. A korábbi Short Wave-tag, Didier Malherbe volt a szaxofonista Miller legutóbbi alkotásán, a 2006-os Conspiracy Theories-en, amelyen ugyancsak vendégszerepelt Richard Sinclair, Dave Stewart és Doug Boyle.

## Fordítás
- Ez a szócikk részben vagy egészben  az   In Cahoots című angol Wikipédia-szócikk ezen változatának fordításán alapul.  Az eredeti cikk szerkesztőit annak laptörténete sorolja fel. Ez a jelzés csupán a megfogalmazás eredetét és a szerzői jogokat jelzi, nem szolgál a cikkben szereplő információk forrásmegjelöléseként.